# L'Hôpital-d'Orion

L'Hôpital-d'Orion este o comună în departamentul Pyrénées-Atlantiques din sud-vestul Franței. În 2009 avea o populație de 159 de locuitori.

## Evoluția populației
| An        | 1975 | 1982 | 1990 | 1999 | 2006 | 2009 |
| --------- | ---- | ---- | ---- | ---- | ---- | ---- |
| Populație | 132  | 132  | 127  | 143  | 176  | 159  |